# Ann Allebach

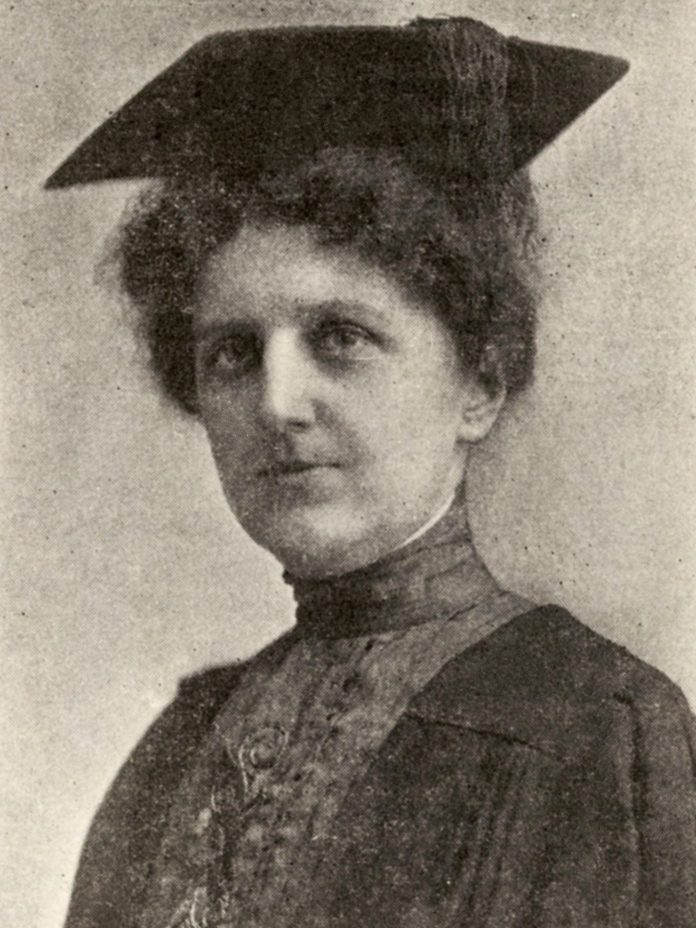
Ann Allebach

Ann Jemima Allebach (* 8. Mai 1874 im Montgomery County, Pennsylvania; † 27. April 1918) war eine US-amerikanische Geistliche, Lehrerin und Suffragette. Sie war die erste Frau, die in Nordamerika zur Pfarrerin der Mennoniten ordiniert wurde, und nach ihrer Bestellung am 15. Januar 1911 dauerte es bis zur Ordination der nächsten mennonitischen Pfarrerin bis zum Jahr 1973.
Allebach war außerdem die erste Frau aus dem Kings County, New York (Brooklin), die als Delegierte für einen Parteitag auf nationaler Ebene ausgewählt wurde. Sie wurde 1912 als Delegierte für den Eighteenth Assembly District der State Convention der Progressive Party in Syracuse zur Republican National Convention in Chicago entsandt, durfte aber schließlich nicht daran teilnehmen.

## Jugend und Ausbildung
Allebach wurde am 8. Mai 1874 im Montgomery County, Pennsylvania geboren und wuchs in der Nähe von Schwenksville auf. Ihre Eltern waren Sarah Markley Allebach und der Bankier und Postmeister Jacob R. Allebach. Als Kind gründete sie ein Chapter der Young People’s Society of Christian Endeavour in ihrer Heimatstadt. 1893 wurde sie Leiterin einer Schule in East Orange, New Jersey und nahm ihr Collegestudium auf. Sie studierte am Ursinus College, der New York University, der Columbia University und am Union Theological Seminary. Nach ihrem Studium lehrte sie am Perkiomen Seminary in Pennsburg, Pennsylvania.

## Weiteres Leben

### Ordination
Sie erbat vom Pfarrer ihrer Heimatkirche und einem Pfarrer in Philadelphia die Ordination. Ihrem Ersuchen wurde stattgegeben, obwohl in diesem Teil von Pennsylvania noch mehrere Jahrzehnte eine allgemeine Opposition zu Pfarrerinnen bestand. Sie wurde am 15. Januar 1911 in der First Mennonite Church in Philadelphia zur Pfarrerin ordiniert. Sie kehrte nach New York City zurück und lebte in Brooklyn.

“I foresee and foretell the time when, under good citizenship in the right sense and equality, an Americanized continent shall contemplate and inspire an Americanized world.  Not a world or continents under single or similar control, but with governments moralized and spiritualized with the principles of liberty, equality, justice and opportunity regulated by righteous law, inspired by a righteous people, loving right, hating evil, helping the weak and restoring humanity to the plane of human brotherhood and sisterhood whereon it shall walk hand in hand with the Divine Fatherhood.”

„Ich sehe und sage den Tag voraus, an dem, unter guter Bürgerschaft im richtigen Sinne und Gleichheit ein amerikanisierter Erdteil in Erwägung ziehen und die Inspiration sein soll für eine amerikanisierte Welt. Nicht eine Welt oder Erdteile unter einer einzigen oder ähnlichen Kontrolle, sondern mit Regierungen, die moralisiert und vergeistigt von den Prinzipien der Freiheit, Gleichheit, Gerechtigkeit und Chancen, die durch gerechte Gesetze reguliert werden, inspiriert durch ein gerechtes Volk, das das Recht liebt und das Böse hasst, den Schwachen hilft und die Menschlichkeit auf der Ebene der menschlichen Brüderlichkeit wiederherstellt, wo alle Hand in Hand sind mit der göttlichen Vaterschaft.“

### Suffragette
Nach ihrer Rückkehr nach New York City hielt sie Reden über das Recht der Frauen, Predigten zu halten, und sie unterstützte die Bemühungen um das Frauenwahlrecht. In Brooklyn predigte sie von 1913 bis 1915 an der Marcy Avenue Baptist Church. Sie war auch Seelsorgerin für die Armen und wurde regelmäßig eingeladen, in Pennsylvania zu predigen. 1916 wurde sie zur Pfarrerin der Sunnyside Reformed Church auf Long Island berufen.
Sie starb am 27. April 1918 an den Folgen eines Herzanfalls.